# Louisville and Nashville Railroad

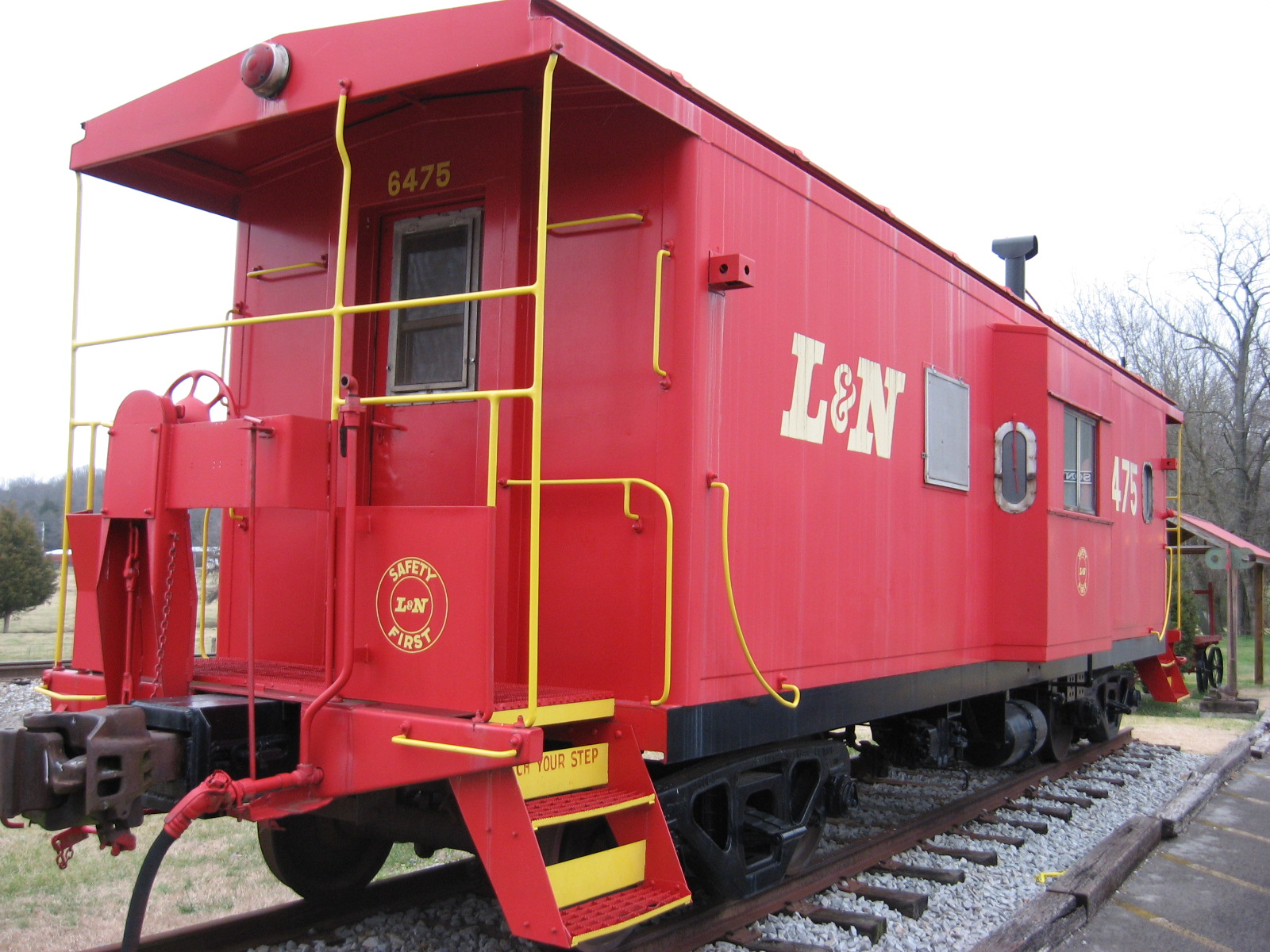
Služební vůz L&N

Louisville and Nashville Railroad byla železnice třídy I (klasifikace železnic v USA) provozující nákladní i osobní dopravu na jihovýchodě Spojených států.
Společnost byla založena roku 1850 státem Kentucky a v průběhu let se stala jedním ze symbolů rozkvětu amerického podnikání. Za 132 let své existence nezměnila jméno, přečkala
občanskou válku, hospodářskou krizi ve 20. letech i další otřesy způsobené sociálními změnami a vývojem techniky. Pod vedením
Miltona H. Smithe, který stál v čele společnosti v letech 1891–1921, se rozsah její sítě zvětšil z necelých 300 mil kolejí na 6000 mil v třinácti státech. Zdaleka tak přesáhla oblast vymezenou dvěma městy v jejím názvu a její tratě dosáhly až do St. Louis, Memphisu, Atlanty a New Orleans. Po celou dobu existence se jednalo o ekonomicky stabilní společnost provozující osobní i nákladní dopravu způsobem, kterým si vysloužila přezdívku "The Old Reliable (Stará spolehlivá)."

## Počátky a občanská válka
První trať směřovala z Louisville na jih a v roce 1859 dosáhla 180 mil vzdálený Nashville. Do vypuknutí občanské války vzrostla délka její sítě asi na 250 mil (400 km). Díky strategické poloze se tratě společnosti staly středem zájmu vlád Unie i Konfederace.
V časech občanské války využívaly různé části sítě v různých obdobích obě válčící strany a železnice se stávala i terčem útoků a sabotážních akcí. Společnost však měla štěstí, že její se sídlo nacházelo ve státě Kentucky, který patřil k Unii, a že Nashville byl obsazen vojsky Unie během prvního roku války a již zůstal v jejich držení. Společnost měla zisky ze smluv na přepravu vojsk i zásob a navíc byla placena unijními dolary, které zůstávaly stabilní proti rychle padajícímu dolaru Konfederace. Po válce byly její jižní konkurenti na pokraji krachu a všeobecná krize způsobila, že náklady na obnovu tratí i vozidlového parku byly relativně nízké.
Díky této pro firmu šťastné souhře okolností začala společnost expandovat a tato expanze se nikdy doopravdy nezastavila. Během 30 let dosáhla její síť z Ohia a Missouri až do Louisiany a na Floridu. V roce 1884 již měla takový význam, že byla zařazena do Dow Jonesova dopravního indexu, prvního amerického indexu akciových trhů. Byla tak významným zákazníkem Rogersovy lokomotivky, že jí tato firma věnovala v roce 1879 jako bonus jednu lokomotivu zdarma.

## Uhlí a kapitál ve zlatém věku

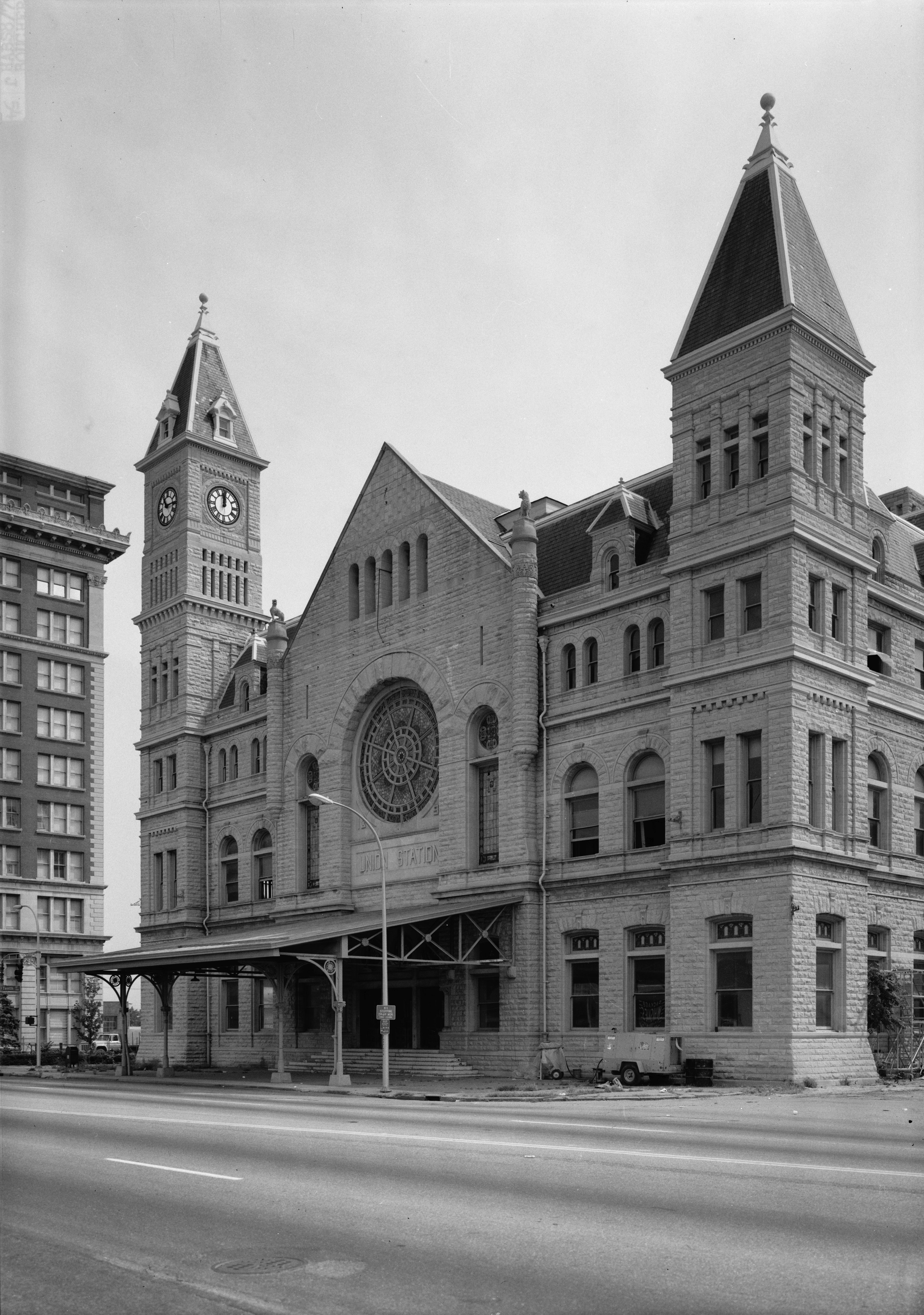
Union Station v Louisville

Železnice v 2. polovině 19. století závisely na uhlí, které se stalo prakticky jediným palivem v lokomotivách, neboť jeho výhřevnost byla mnohem vyšší, než výhřevnost dříví. L&N si zajistila nejen trvalé zásobování uhlím, ale i významný zdroj zisku prodloužením svých tratí do východního Kentucky a severní Alabamy, kde se nacházela rozsáhlá ložiska uhlí, železné rudy a vápence, základních surovin pro výrobu oceli. Z malého městečka Birmingham v Alabamě vyrostlo díky železničnímu spojení a investicím rozsáhlé průmyslové město. Velmi výhřevné uhlí umožnilo L&N nejdelší non-stop spojení mezi městy Louisville a Montgomery (Alabama).
Ve zlatém věku na konci 19. století neexistovaly žádná omezení jako antimonopolní zákony, podnikání neznalo slitování. L&N byla obávaným konkurentem, který nedovolil nováčkům a slabším společnostem, jako byla například Tennessee Central Railway Company, vybudovat důležité uzly infrastruktury, jako například nádraží v centru města. Pokud se jí toto nezdařilo, jako u Nashville, Chattanooga and St. Louis Railway (která byla starší, než L&N), uplatnila svoji finanční sílu a skoupila většinový podíl svého konkurenta. Veřejnost se však již vzbouřila natolik, že vedení L&N poznalo, že jeho moc není neomezená. Proto NC&StL zůstala samostatnou dceřinou společností, která ale již nekonkurovala L&N, ale spolupracovala s ní.
Je ironií osudu, že v roce 1902 byla L&N díky finančním spekulacím J.P. Morgana ovládnuta svým rivalem - Atlantic Coast Line Railroad. Kuriózní na této situaci zůstává, že po celou dobu tato společnost neprojevila snahu řídit činnost L&N a po mnoho dekád tak neměla tato změna žádné důsledky.

## Dvacáté století

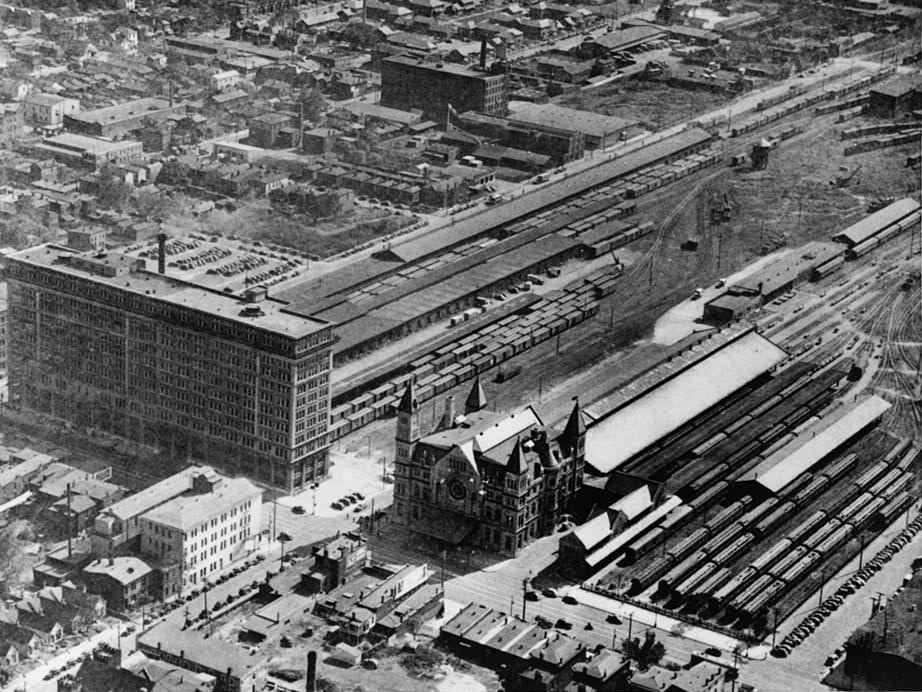
Union Station Louisville s 11-patrovou budovou L&N vlevo

Obě světové války přinesly vysoké požadavky na L&N. Její rozsáhlá a dobře stavěná síť byla schopna se dobře vypořádat s požadavky na válečnou dopravu a zisky z těchto přeprav byly už od dob občanské války investovány do dalšího rozvoje sítě.
Po válce nastal postupný přechod na motorovou trakci a elegantní proudnicové stroje tahaly nejelegantnější vlaky posledního velkého období osobní dopravy v USA. I sto let od svého založení se společnost dále rozrůstala. Konečně byla zcela spojena s železnicí Nashville, Chattanooga & St. Louis. V 60. letech jí akvizice v Illinois konečně umožnily vstup do Chicaga a také získala zbytky starého rivala – Tennessee Central.
V roce 1971 zakoupila Seaboard Coast Line Railroad, nástupce Atlantic Coast Line Railroad, zbylé akcie L&N, která se tak stala její dceřinou společností. V témže roce také převzal poslední zbytky osobní dopravy L&N státní dopravce Amtrak. V roce 1979, přes velké negativní ohlasy v tisku, byla zrušením expresu The Floridian ukončena osobní doprava mezi městy Louisville a Nashville, a tím spojení s Floridou přes Birmingham.
V roce 1982 pohltila Seaboard Coast Line L&N docela a vznikla tak "SCL/L&N", "Family Lines," takto byla označena i vozidla. Po dalších menších akvizicích v průběhu několika let se z této společnosti stala Seaboard System Railroad, která byla v roce 1986 začleněna do sloučené společnosti C&O/B&O známé jako "Chessie System," ze které dále vznikla CSX Transportation (CSX), která nyní provozuje dopravu na dřívějších tratích L&N.